# Patrick Adamson

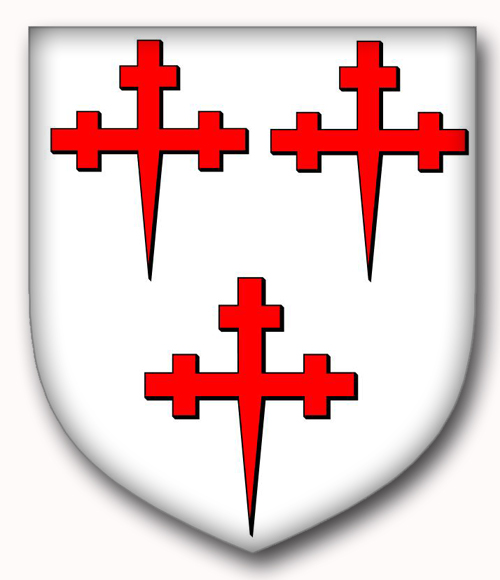
Erzbischof Adamsons Familienwappen

Patrick Adamson (sprich Ädämsen; * 1537 in Perth; † 26. November 1592 in St Andrews) war Erzbischof zu St Andrews in Schottland der Reformierten Kirche und wurde von Presbyterianern verfolgt.

## Leben
Sein Vater Patrick Adamson († 1570) war Bürger von Perth und Dekan der Kaufmannsgilden. Patrick Anderson jr. wurde an der Universität Saint Andrews ausgebildet und wurde danach in der Zeit von 1576 bis 1592 Rektor derselben. Anfangs Advokat, dann Prediger von Paisley, wurde er auch Erzbischof von St Andrews. Zudem war er einige Jahre schottischer Höfling und Gesandter in London. Als Erzbischof schrieb er 1577 den Katechismus Carmine redditus.